# Добрица (приток Днепра)
Добри́ца — река в Рогачёвском районе Гомельской области Белоруссии. Правый приток Днепра. Длина 24 км. Площадь водосбора 149 км². Средний наклон водной поверхности 0,8 ‰.
Начинается река за 1 км на северо-востоке от деревни Селец, устье за 1 км на север от города Рогачёва. В верхнем и нижнем течении проходит через лес, в среднем по сельхозугодьям.